# Kalborsite
La kalborsite è un minerale.